# فوق الحد
فوق الحد (بالإنجليزية: Above the Limit) هو فيلم قصير تم إنتاجه في نوفمبر 1900 بواسطة فريدريك إس. أرميتاغ. يمثل أول ظهور للفيلم للممثل الفودفيلي تشارلي غريبوين، أنشأها لشركة الأمريكية للموتوسكوب وبيوغراف، تم تصويرها في أواخر عام 1900 وتم إصدارها في نوفمبر من ذلك العام لعرضها في موسكوب "آلات الصور المتحركة".

## روابط خارجية
- فوق الحد  في قاعدة بيانات الأفلام على الإنترنت (بالإنجليزية)